# Nimigea
Nimigea (en hongrois : Nemegye) est une commune du județ de Bistrița-Năsăud en Transylvanie (Roumanie).